# Chani Kynes
Chani è un personaggio dei romanzi di fantascienza Dune e Messia di Dune di Frank Herbert. Tipico esempio della donna fremen, è figlia di Liet Kynes e concubina di Paul Atreides. Per permettere a quest'ultimo di accedere più facilmente al trono di Imperatore dell'universo conosciuto, accetterà di non esserne la moglie in favore della principessa Irulan Corrino, figlia del deposto imperatore Padisha Shaddam IV. Tuttavia sarà Chani la vera compagna e da lei discenderanno gli eredi degli Atreides: Leto e Ghanima.
Nonostante l'importanza che riveste per Paul, è un personaggio elusivo, forse il più passivo in assoluto di tutto il ciclo tra quelli in primo piano. Poco si sa della sua vita, e il suo punto di vista non viene mai preso in considerazione da Herbert nella narrazione.
Muore dando alla luce i figli di Paul. Questo momento è particolarmente enfatizzato nella miniserie I figli di Dune.
Fisicamente è una bellissima ragazza, magra, ha i tipici occhi blu dei fremen, sopracciglia grandi nere, labbra carnose, lunghi capelli ricci castano scuro e pelle olivastra.
Nel film Dune di David Lynch il personaggio è interpretato dall'attrice Sean Young, mentre nel film Dune del 2021, diretto da Denis Villeneuve, è interpretato dall’attrice Zendaya. 
Nelle miniserie televisiva Dune - Il destino dell'universo e I figli di Dune è stato impersonato da Barbora Kodetova.